# Lysandra tithonus
Lysandra tithonus är en fjärilsart som beskrevs av Mieg 1830. Lysandra tithonus ingår i släktet Lysandra och familjen juvelvingar. Inga underarter finns listade i Catalogue of Life.